# Tiranë (præfektur)
Tiranë er et af Albaniens tolv præfekturer. Administrationscenteret er byen Tirana, landets hovedstad. 1. januar 2017 havde præfekturet 862.361 indbyggere.
Præfekturet består af kommunerne Kamëz, Kavajë, Rrogozhinë, Tiranë og Vorë. Det dækker de tidligere distrikter Kavajë og Tiranë.